# 中国驻斯里兰卡大使馆
中华人民共和国驻斯里兰卡民主社会主义共和国大使馆，简称中国驻斯里兰卡大使馆，是中华人民共和国驻斯里兰卡的外交代表机构，位于科伦坡七区佛光路381A号（381/A BAUDDHALOKA MAWATHA, COLOMBO 7）。

## 机构设置
中国驻斯里兰卡大使馆设置下列机构：
- 政治处
- 领侨处
- 文化处
- 武官处
- 经商处
- 办公室